# Фаже
Фаже (фр. Faget) насеље је и општина у јужној Француској у региону Миди Пирене, у департману Горња Гарона која припада префектури Тулуз.
По подацима из 2011. године у општини је живело 370 становника, а густина насељености је износила 32,71 становника/km². Општина се простире на површини од 11,31 km². Налази се на средњој надморској висини од 262 метара (максималној 275 m, а минималној 170 m).

## Демографија
| 1962. | 1968. | 1975. | 1982. | 1990. | 1999. | 2011. |
| ----- | ----- | ----- | ----- | ----- | ----- | ----- |
| 241   | 270   | 280   | 329   | 363   | 279   | 370   |

График промене броја становника у току последњих година